# Кинг, Чарльз Бёрд
Чарльз Бёрд Кинг (англ. Charles Bird King; 26 сентября 1785, Ньюпорт, Род-Айленд — 18 марта 1862, Вашингтон, округ Колумбия) — американский художник-портретист. На манеру Кинга значительное влияние оказала голландская художественная традиция. Наиболее известным из его достижений является созданная по заказу Бюро по делам индейцев серия портретов делегатов от различных индейских племён США, прибывших на конгресс в Вашингтон.

## Биография
Родился в Ньюпорте, был единственным ребёнком ветерана войны за независимость капитана Зебулона Кинга. Когда ему было 4 года, семья переехала на запад, однако вскоре после этого индейцы убили его отца в Огайо, и мать вместе с сыном вернулась в Ньюпорт.
В возрасте 15 лет поступает учиться к портретисту Эдварду Саважу. В возрасте 20 лет переехал в Лондон обучаться у художника Бенджамина Уэста в Королевской академии. Вынужден был вернуться в США из-за Войны 1812 года после 7-летнего пребывания в Лондоне, после чего работал в Филадельфии, Балтиморе и Ричмонде. В конце концов поселился в Вашингтоне, где вскоре завоевал репутацию портретиста политиков, содержал собственную студию и галерею, получал правительственные заказы, самым известным из которых являются портреты 150 индейских вождей.
Коммерческий успех Кинга в мире искусства, особенно успех его портретов, во многом объяснялся не только его действительно выдающимся мастерством художника, но и умением завязывать светские связи с богатыми знаменитостями и политиками. Среди его покровителей были Джон Квинси Адамс, Джон Кэлхун, Генри Клей, Джеймс Монро и Дэниэл Уэбстер.
Несмотря на своё богатство и связи, Кинг так никогда и не женился. Умер в Вашингтоне 18 марта 1862 года.

## Галерея

### Портреты
- Луиза Адамс, жена президента Дж. К. Адамса, около 1821-1825 гг.
- Джон К. Кэлхун, 1822
- Джозеф Кент, губернатор, сенатор от Мэриленда
- Миссис Крейтон, около 1820 г.
- Красный мундир, Сагоевата, или Не дающий заснуть - военный предводитель племени сенека, около 1828
- Дэвид Ванн, позднее - казначей племени чероки, 1825 г.
- Портрет Уильяма Хантера, сенатора от Род-Айленда, 1824 г.

### Портреты индейских вождей
Источник: Thomas L. McKenney & James Hall. History of the Indian Tribes of North America. Philadelphia: F.W. Greenough, 1838—1844.
- Amiskquew, воин из племени меномини
- A-na-cam-e-gish-ca, вождь оджибве
- Caa-tou-see из племени оджибве
- Jack-O-Pa, вождь оджибве
- Kee-shes-wa, вождь племени фоксов
- Маленькая ворона, вождь сиу
- Менава, вождь криков
- Женщина и ребёнок из племени оджибве
- Пушматаха, военачальник из племени чокто, 1824 г.
- Майор Ридж, 1834
- Tah-Chee (Dutch, "Голландец"), вождь чероки
- Tshusick, женщина из племени оджибве
- Вождь Вапелло из племени фоксов
- «Молодой Омаха, Боевой Орёл, Маленький Миссури и Пауни», 1821, в настоящее время картина хранится в Смитсоновском институте

### Натюрморты
- Натюрморт на зелёной скатерти, около 1815 г.
- Сервант бедного художника, около 1815 г.

## Некоторые известные портреты
- William Pinkey (1815) Maryland Historical Society
- General John Stricker (1816) Maryland Historical Society
- The Poor Artist’s Cupboard (c. 1815) Corcoran Gallery of Art
- Vanity Of An Artist’s Dream (1830) Fogg Art Museum, Harvard University
- Fruit Piece with Pineapples (1840) John S. H. Russell, Newport, Rhode Island
- Young Omaha, War Eagle, Little Missouri, and Pawness (c. 1821) National Collection of Fine Arts, Smithsonian Institution
- Hoowaunneka [Little Elk], Winnebago, (1828), Peabody Museum, Harvard University.
- Wajechai [Crouching Eagle], (1824), Gulf States Paper Corporation, Tuscaloosa, Alabama.
- Pushmataha, The Sapling is Ready for Him, (1824), Gulf States Paper Corporation Collection, Tuscalossa, Alabama.
- Joseph Porus [Polis], Penobscot, (1842), Thomas Gilcrease Institute of American History and Art, Tulsa, Oklahoma.